# Dirección General de Recursos de la Seguridad Social (Argentina)
La Dirección General de los Recursos de la Seguridad Social (DGRSS) junto con la Dirección General Impositiva (DGI) y la Dirección General de Aduanas (DGA ) es uno de los tres Organismos que integran la Administración Federal de Ingresos Públicos (AFIP), que se encarga de la recaudación y fiscalización previsional de los recursos que financian las prestaciones de la Seguridad Social en la República Argentina. Para cumplimentar este propósito cuenta con el apoyo de otros organismos e instituciones que comparten potestades complementarias (ej., el Ministerio de Trabajo, Empleo y Seguridad Social).

## Funciones
Entre sus funciones principales se encuentran la recaudación y distribución de aportes y contribuciones, así como también establecimiento de multas, sanciones, determinaciones de oficio, liquidación de deudas en gestión administrativa o judicial, aplicación de sanciones u otros conceptos.
Regula el conjunto de regímenes y normas adoptadas por el Estado, que tienen como objetivo mantener el nivel de vida de la población y asistir a los necesitados, mediante prestaciones en dinero y servicios, cuando son afectados por contingencias consideradas socialmente protegibles como por ejemplo la maternidad, enfermedad, vejez, los accidentes o el desempleo.

## Actualidad
En los últimos años su presupuesto se ha ampliado, el 95% de los adultos mayores tienen una jubilación o pensión, mientras que en 2003 1 de cada tres no tenía ingreso previsional. El total de recursos administrado por la ANSES pasó del 4,6% (2004) al 10,4% (2014) del PBI. El total del gasto previsional de la ANSES (total de jubilaciones y pensiones pagadas durante un año) pasó del 3,3% del PBI al 7,1%, en el mismo lapso.